# تپه احمدآباد ۱
تپه احمدآباد ۱ در شهرستان قزوین، روستای احمدآباد واقع شده و این اثر در تاریخ ۲۵ اسفند ۱۳۷۹ با شمارهٔ ثبت ۳۲۹۶ به‌عنوان یکی از آثار ملی ایران به ثبت رسیده است.